# Catasexual Urge Motivation
Catasexual Urge Motivation (zkráceně C.U.M.) je japonská grindcore/death metalová hudební skupina z Tokia založená v roce 1992 bratry Juzinem a Tomoakim Kanaiovými (většinou používali pseudonymy). Svůj styl pojmenovali „Cyber Grinding Death Metal“. V roce 1997 kapelu přejmenovali na Vampiric Motives, od roku 2008 se vrátili k původnímu názvu.
Debutové studiové album The Encyclopedia of Serial Murders / 連続殺人大百科 vyšlo v roce 1996 u německého vydavatelství Deliria Productions.

## Diskografie
Dema
- Catharsis (1994)
- Promo Tape 1995 (1995)
- Rape Trauma Syndrome (1995)
- Adv. For Fantasy Wants Victim… (1996)
- Satsujin Live (1996)
- Hearing Protection Must Be Worn (1996)
- Hunting Humans (1996)
- Death to Pigs (1997)

Studiová alba
- The Encyclopedia of Serial Murders / 連続殺人大百科 (1996)

Kompilační alba
- Nekronicle (2003)
- Nekronicle Continued – A Journey into the Morbid Mind of Serial Murderers Vol. I (2016)
- Nekronicle Continued – A Journey into the Morbid Mind of Serial Murderers Vol. II (2016)
- Nekronicle Continued – A Journey into the Morbid Mind of Serial Murderers Vol. III: Fantasy Wants Victim – Reincarnated 2016 & They Made Us Sick (2016)
- Nekronicle Continued – A Journey into the Morbid Mind of Serial Murderers Vol. IV: Nekrotronica (2016)
- Nekronicle Continued – A Journey into the Morbid Mind of Serial Murderers Vol. V: Killing Spree on Studio Demos (2019)

Split nahrávky
- vícero split nahrávek